# Біонавігація
Біонавіга́ція — (від біо… та лат. navigatio плавання) — здатність до вибору напряму руху під час сезонних міграцій та пошуку сховища (хомінг). Забезпечується орієнтацією за допомогою органів чуття та інстинктами. До біонавігації здатні багато комах, риби, птиці, плазуни та ссавці. Значення інстинктів особливо важливе в тих випадках, коли перельоти здійснюють молоді птиці, що жодного разу ще не літали на зимівлю. Окрім пернатих, здатність до біонавігації властива деяким ссавцям, які здійснюють далеку сезонну кочівлю (наприклад, північним оленям, морським котикам, китам), а також деяким плазунам (наприклад, морським черепахам). Величезну роль у виборі правильного напряму та дороги грає взаємодія тварин у кочівній групі; тому, наприклад, перельоти зазвичай здійснюються зграями.
Вирішальну роль при біонавігації грає орієнтація тварин в просторі за допомогою органів почуттів і спадково закріплених (інстинктивних) реакцій.
Часто при біонавігації тварини використовують відразу декілька способів орієнтації — оптичний, акустичний, хімічний та ін. Доведено, що вони можуть орієнтуватися за сонцем і зірками, використовуючи при цьому свій біологічний годинник (так звана астронавігація). Багато видів (бджоли, голуби, морські черепахи) здатні реагувати також на зміну Магнітного поля Землі, тобто орієнтуватися за силовими магнітними лініями. Тварини можуть використовувати для визначення свого положення в просторі і зміна атмосферного тиску (наприклад, голуби), і поляризоване світло (бджоли, голуби), і ультрафіолетове випромінювання. Мешканці моря здатні орієнтуватися за морськими течіями, рухом хвиль, хімічним складом води.
Важливу роль в навігації, особливо при наближенні до мети руху, грає орієнтація за характерними ознаками навколишніх об'єктів за допомогою механізму імпринтингу, або фіксації. Наприклад, тихоокеанські лососі (кета, горбуша, нерка і ін.), Що вийшли з ікринок в струмках і річках Далекого Сходу і західної частини США і Канади, відображають запахи води цих струмків. З віком вони скочуються в море, де ростуть і досягають статевої зрілості, а для розмноження повертаються в «свої» річки. В океані лососі використовують астрономічні або магнітні орієнтири, але біля берегів, при виборі річок і струмків, у яких важить по запаху. Навіть птахи, попри слабо розвинений нюх, можуть використовувати при навігації як орієнтир запахи. Для визначення свого місця розташування тварини застосовують також ультразвук (ехолокація кажанів, дельфінів і ін.) І інфразвук (деякі птиці).
Молоді тварини вперше досягають місць своїх зимівель або подорожуючи в суспільстві старших особин, або спираючись на вроджену інформацію про направлення до мети своєї подорожі і про відстань до неї.
Механізми біонавігації вивчені ще далеко не повністю. Якщо в ссавців було відкрито спеціальні системи навігації в мозку (так звані Grid-нейрони), то для комах нервові механізми орієнтування в просторі вивчені здебільшого поведінково.
Засоби біонавігації: навігація за наземними орієнтирами, за магнітним полем, ступенем поляризації світла, використанням ехолокації.